# برونو موريتي
برونو موريتي (بالإيطالية: Bruno Moretti)‏ هو ملحن إيطالي، ولد في 1957 في روما في إيطاليا.

## وصلات خارجية
- برونو موريتي على موقع IMDb (الإنجليزية)